# L'Anello Mancante Tour
L'Anello Mancante Tour è la decima tournée della cantautrice catanese Carmen Consoli, partita da Fabriano il 5 aprile 2008.

## Date
- 5 aprile 2008 -  Italia Fabriano
- 7 aprile 2008 -  Italia Parma
- 8 aprile 2008 -  Italia Milano
- 9 aprile 2008 -  Italia Cremona
- 11 aprile 2008 -  Italia Levico
- 12 aprile 2008 -  Italia Costabissara
- 18 aprile 2008 -  Italia Firenze
- 25 aprile 2008 -  Italia Roma
- 28 aprile 2008 -  Italia Reggio Calabria
- 29 aprile 2008 -  Italia Cosenza
- 8 maggio 2008 -  Italia Bologna
- 9 maggio 2008 -  Italia Mestre